# گوش‌ماهی زیارت
گوش‌ماهی زیارت (نام علمی: Pecten jacobaeus) نام یک گونه از راسته چروک‌صدف‌سانان است.